# 나타샤 폴리
나탈리야 세르게예브나 폴렙시코바(러시아어: Наталья Серге́евна Полевщикова, Natalya Sergeyevna Polevshchikova, 1985년 7월 12일 ~ )는 간단히 나타샤 폴리(영어: Natasha Poly)로 잘 알려진 러시아의 모델이다. 폴리는 2000년대 중반 〈보그 파리〉에서 TOP 30 모델 중 하나로 그녀를 선정하면서 2000년대 중반과 후반에 가장 수요가 많은 모델 중 하나로 자리매김했다.

## 사생활

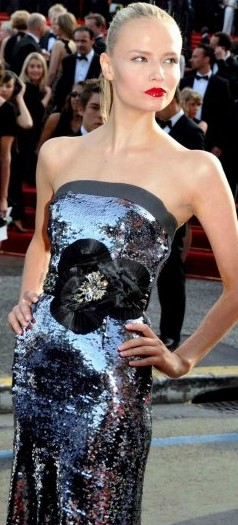
2009년 칸 국제 영화제에서 폴리.

폴리는 2011년 4월 16일, 비지니스맨 피터 베이커와 생트로페에서 결혼식을 올렸다. 2013년 5월 13일 폴리는 "알렉산드라 크리스티나"라는 이름의 첫 딸을 출산했다. 2018년 11월 15일, 폴리는 둘째 아이 임신을 발표했다. 2019년 3월 30일 "아드리안 그레이"라는 이름의 둘째 아들을 출산했다.